# Dipturus whitleyi
Dipturus whitleyi és una espècie de peix de la família dels raids i de l'ordre dels raïformes.

## Morfologia
- Els mascles poden assolir 170 cm de longitud total.[5][6]

## Reproducció
És ovípar i les femelles ponen càpsules d'ous, les quals presenten com unes banyes a la closca.

## Hàbitat
És un peix marí, de clima temperat (32°S- 44°S) i demersal que viu fins als 170 m de fondària.

## Distribució geogràfica
Es troba a l'oceà Índic oriental: és un endemisme d'Austràlia.

## Observacions
La seua cua espinosa pot causar lesions menors als humans.